# Mårten Aronsson
Mårten Aronsson född 1944. Författare, geolog, biolog.

## Priser och utmärkelser
- Årets Pandabok 2000